# Verwantencontact
Verwantencontact is een telefoonnummer: 088 269 00 00 en een hulpmiddel van de Nederlandse overheid dat bij rampbestrijding wordt ingezet om verwanten in contact te brengen met getroffenen.
Afhankelijk van de aard en omvang van het incident zet een gemeente of veiligheidsregio dit telefoonnummer in. Familie leden en bekenden van mogelijk betrokkenen bij een ramp kunnen bellen met dit officiële kanaal van de autoriteiten. De gegevens van gezochte verwante worden vergeleken met vertrouwelijke informatie van ziekenhuizen en politie. Zodra er meer bekend is over gezochte verwante, kan er worden teruggebeld of actie worden ondernomen. De beller wordt zorgvuldig geïnformeerd. Het telefoonnummer is sinds 2014 in gebruik en heet ook wel SIS (Slachtofferinformatiesystematiek). Deze voorziening is ingezet tijdens het ongeval met Koningin Julianabrug in Alphen aan den Rijn, bij brand in seniorenflat in Nijmegen en het monstertruckdrama in Haaksbergen. SIS houdt contact met de verwant, totdat duidelijk is waar hun gezochte naaste zich bevindt. 